# Grotid i Glostrup
Grotid i Glostrup er en dansk dokumentarfilm fra 1961, der er instrueret af Jesper Tvede.

## Handling
Denne artikel mangler et handlingsreferat. Hjælp os med at skrive det.